# Xã Munster, Quận Cambria, Pennsylvania
Xã Munster (tiếng Anh: Munster Township) là một xã thuộc quận Cambria, tiểu bang Pennsylvania, Hoa Kỳ. Năm 2010, dân số của xã này là 690 người.